# ستيفاني صليبا
ستيفاني صليبا (14 يونيو 1987 -)، إعلامية وممثلة لبنانية.

## عن حياتها
ولدت في مزيارة، و درست مجال حقوق التأمين في جامعة بيروت العربية.

### مسيرتها الفنية
بدأت منذ 2013 كمقدمة برنامج «أغاني أغاني» على إم تي في اللبنانية. أول عمل فني لها كممثلة كان في 2016 في مسلسل (مثل القمر)، ثم بعدها عملت في سوريا: مسلسل (صرخة روح الجزء الرابع) عام 2016، و (شبابيك) في 2017. و شاركت عام 2018 في فوق السحاب بدور تاليا التي تتكلم الروسية كأول عمل لها في مصر.
 وكانت عام 2015 قد انسحبت من مسلسل أمير الليل قبل البدء بتصويره.

## أعمالها

### مسلسلات
| - مثل القمر: (2016) قمر - صرخة روح: (2016) سما - شبابيك: (2017) رهف - فوق السحاب: (2018) تاليا - كارما: (2018) هند/هايا - دقيقة صمت: (2019) سمارا - الساحر: (2020) كارمن - داون تاون: (2021) تمارا - سنوات الجريش : (2022) لينا - التحدي السر (2022) - الثمن (2023) |

## وصلات خارجية
- ستيفاني صليبا على موقع قاعدة بيانات الأفلام العربية
- صفحة ستيفاني صليبا في قاعدة بيانات الأفلام العربية